# Liste von Sakralbauten in Bottrop
Die Liste von Sakralbauten in Bottrop umfasst die Kirchengebäude, Moscheen und ähnliche Sakralbauten in Bottrop.

## Katholische Kirchen
- Heilige Familie (BOT-Grafenwald), 1970/71 erbaut anstelle einer kleineren neugotischen Notkirche von 1899
- Heilig Kreuz, erbaut 1955–1957 durch Rudolf Schwarz, mit Fenstern von Georg Meistermann, heute „Kulturkirche“ (2016 profaniert)[1][2]
- Herz-Jesu-Kirche, expressionistischer Bau, erbaut 1927–29 durch Josef Franke[3][4]
- Jugend-Kloster Kirchhellen der Redemptoristen (BOT-Kirchhellen), 1946 als Klemenskloster gegründet[5]
- Liebfrauenkirche (Eigen), neugotischer Bau, erbaut 1908–1914
- St. Antonius (BOT-Welheimer Mark), erbaut 1951
- St.-Antonius-Kapelle (BOT-Kirchhellen), Krankenhauskapelle im St.-Antonius-Krankenhaus, erbaut 1967[6]
- St. Barbara (BOT-Lehmkuhle), abgerissen 2013
- St. Bonifatius (BOT-Fuhlenbrock)
- St. Cyriakus, Propsteikirche (Stadtmitte), anstelle mehrerer Vorgängerkirchen (nachgewiesen ab 1155) erbaut 1861/1862 durch den Münsteraner Diözesanbaumeister Emil von Manger
- St. Elisabeth, erbaut 1954 durch den Münsteraner Diözesanbaumeister Eberhard Michael Kleffner
- St. Franziskus (BOT-Welheim), erbaut 1962 als „Zelt Gottes“
- St. Johannes Baptist (BOT-Boy), erbaut 1973 (die neugotische Vorgängerkirche musste wegen Bergschäden abgerissen werden)
- St. Johannes der Täufer (Kirchhellen), erbaut 1917–1925, die Vorgängerkirche von 1447 brannte 1917 ab
- St. Joseph (BOT-Batenbrock), 1914–1919 durch Josef Franke (Turmspitze etwas später von einem anderen Architekten ergänzt)
- St. Ludger (BOT-Fuhlenbrock), 1927–1929 erbaut durch Josef Franke in Form einer „Parabelkirche“
- St. Mariä Himmelfahrt (BOT-Feldhausen), im Chorraum gotische Glasfenster von ca. 1480
- St. Matthias (Ebel), erbaut, nachdem die Vorgängerkirche (1938 von Josef Franke) im 2. Weltkrieg zerstört wurde, 2018 geschlossen, 2024 profaniert
- St. Michael (BOT-Batenbrock), 1912–1914 durch Josef Franke, im Eingangsbereich wurde 2012 ein Fenster von Josef Albers rekonstruiert
- St. Paul (BOT-Eigen), abgerissen 2010
- St. Peter (BOT-Batenbrock)
- St. Pius (BOT-Eigen) erbaut 1959/1960
- St. Suitbert (BOT-Vonderort), erbaut 1955, heute Mittelpunkt des Altenheims „Malteserstift St. Suitbert“ (2015 eröffnet), aber weiter als Kirche genutzt

## Altkatholische Kirche
- Kreuzkampkapelle[7] (neugotische Kapelle des alten – abgerissenen – Marienhospitals)

## Evangelische Kirchen
Es gibt eine Reihe evangelischer Kirchen in Bottrop:
- Auferstehungskirche (BOT-Batenbrock)
- Erlöserkirche in der Welheimer Mark (erbaut 1964); wurde 1992 geschlossen und 1995/2008 an eine evangelisch-tamilische Gemeinde (Living Word Missionary Church) übergeben[9][10]
- Friedenskirche (BOT-Welheim), Umnutzung seit 2013 als „Junge Kirche“, Gottesdienste finden im benachbarten Gemeindesaal statt[11]
- Gemeindezentrum Grafenwald (BOT-Grafenwald)
- Gnadenkirche (BOT-Eigen)
- Martin-Niemöller-Haus (BOT-Fuhlenbrock)
- Martinskirche, (BOT-Stadtmitte), älteste evangelische Gemeinde in Bottrop, 1883–1884 erbaut durch Heinrich Bramesfeld
- Paul-Gerhardt-Kirche (BOT-Boy)
- Pauluskirche (BOT-Kirchhellen)

- Die Kapelle Ebel in BOT-Ebel an der Ecke Bahnhofstraße / Lichtenhorst wurde 2007 abgerissen.[12]

## Moscheen
- Abu Bakr Sadiq[13]

## Synagogen
Es gab bis zur Zerstörung jüdischen Lebens durch die Nationalsozialisten einen Betsaal in der Tourneaustraße, der früheren Helenenstraße.